# Delimir Bajić
Delimir Bajić (in serbo Делимир Бајић?; Bijeljina, 27 marzo 1984) è un ex calciatore bosniaco, di ruolo difensore.

## Carriera
Ha giocato nella massima serie dei campionati bosniaco, cipriota e serbo.